# Station Łaziska Średnie
Station Łaziska Średnie is een spoorwegstation in de Poolse plaats Łaziska Górne (Łaziska Średnie).